# Натурита (Колорадо)
Начурита (енгл. Naturita) град је у америчкој савезној држави Колорадо.

## Демографија
По попису из 2010. године број становника је 546, што је 89 (-14,0%) становника мање него 2000. године.
| Група             | 2000.       | 2010.       |
| Белци             | 574 (90,4%) | 505 (92,5%) |
| Афроамериканци    | 0 (0,0%)    | 0 (0,0%)    |
| Азијати           | 1 (0,2%)    | 0 (0,0%)    |
| Хиспаноамериканци | 32 (5,0%)   | 32 (5,9%)   |
| Укупно            | 635         | 546         |